# Karin Park

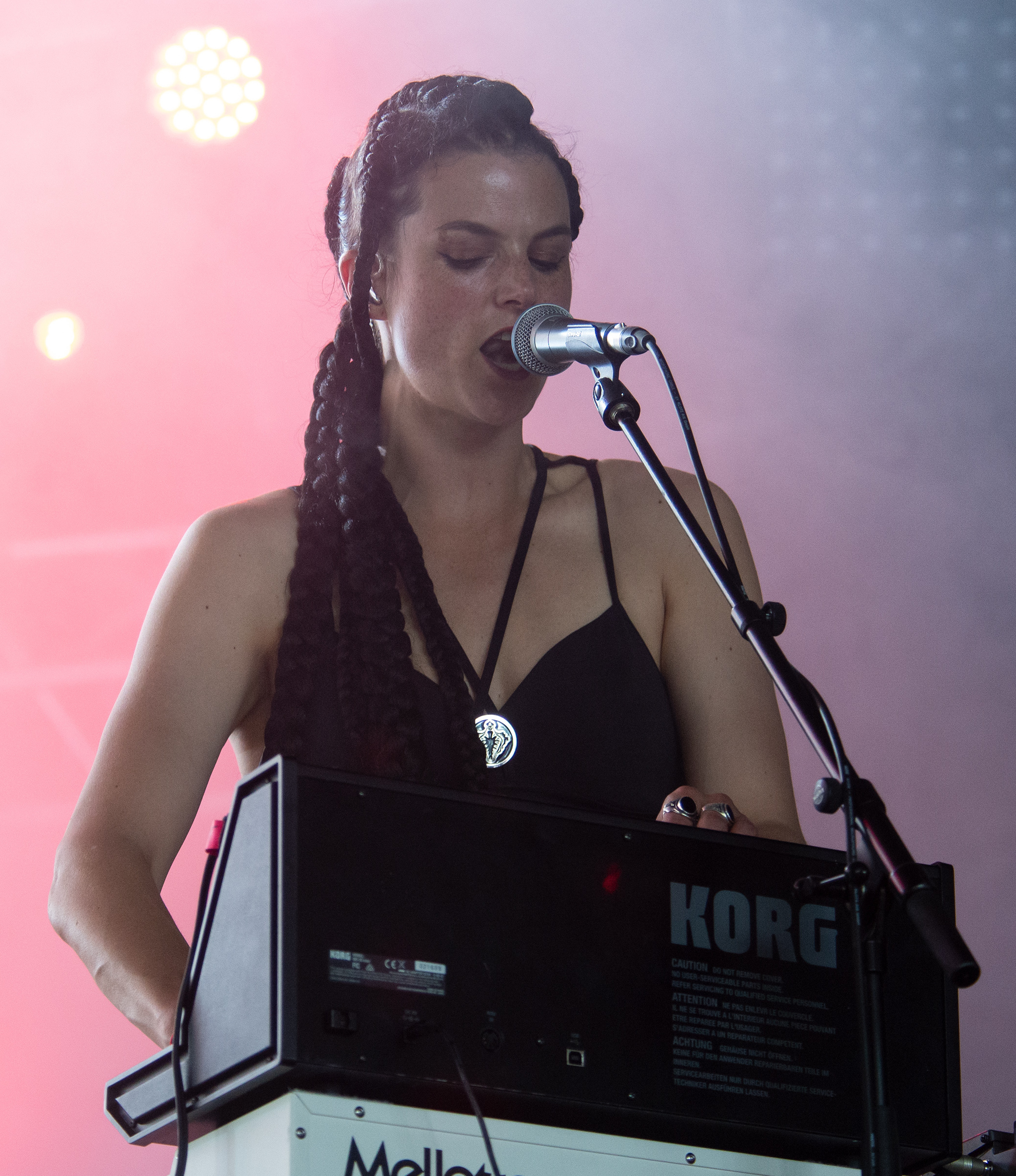
Karin Park, Hellfest 2019

Karin Park (* 6. September 1978 in Djura, Schweden) ist eine schwedische Singer-Songwriterin, deren Musik den Genres Elektro-, Indie- und Synthie-Pop zugeordnet werden kann.

## Musik
Im Jahre 2003 erschien ihre Debütsingle Superworldunknown; im selben Jahr wurde auch das gleichnamige Album veröffentlicht, das sechs Wochen in den norwegischen Albumcharts vertreten war und als höchste Platzierung Platz 11 erreichte.
Sie wurde im Jahr 2003 nominiert für den norwegischen Spellemannprisen in den Kategorien Newcomer of the year und Best female pop artist. Sie gewann im Jahre 2004 den Newcomer Award des by:LARM Festivals in Norwegen.
Das zweite Album Change Your Mind erschien 2006.
Mit dem im Jahre 2009 veröffentlichten dritten Album Ashes to Gold wurde Karin Parks Musik elektronischer und tanzbarer. Das Album war eine Woche in den norwegischen Musikcharts vertreten (Platz 32).

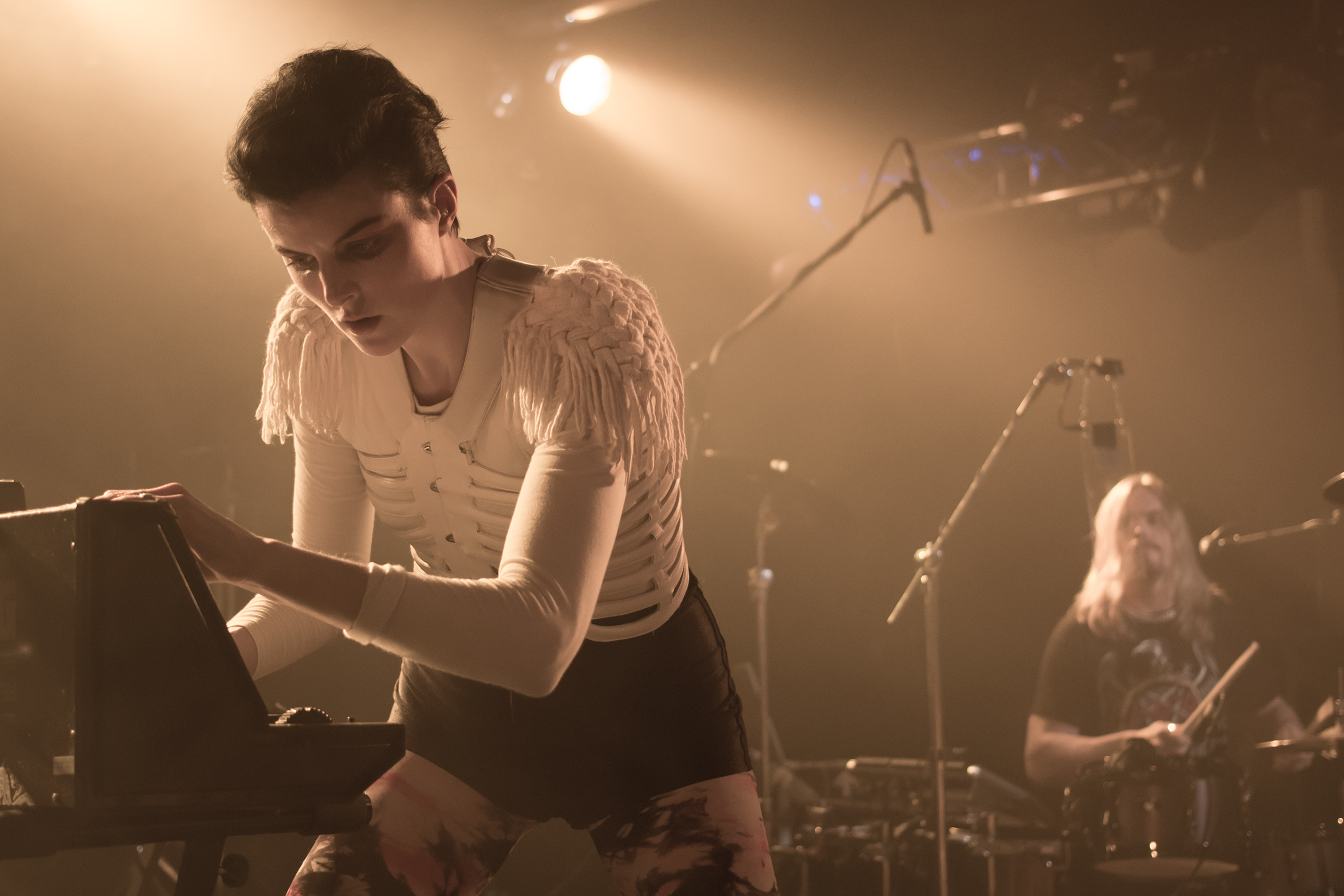
Karin Park im Candy Club in München am 5. Januar 2013; im Hintergrund am Schlagzeug ihr Bruder David Park

Das Nachfolgealbum Highwire Poetry erschien 2012.
Zusammen mit dem schwedischen Songschreiber-Duo MachoPsycho schrieb sie den Titel I Feed You My Love für die norwegische Sängerin Margaret Berger, die damit beim Eurovision Song Contest 2013 den vierten Platz belegte.
Sie selbst nahm mit dem Titel Human Beings im Jahre 2015 an dem norwegischen Vorentscheid (Melodi Grand Prix 2015) für die Teilnahme am Eurovision Song Contest 2015 teil. Dieser Titel ist enthalten auf ihrem fünften, im Jahre 2015 veröffentlichten Album Apocalypse Pop.
Das sechste Studioalbum Church of Imagination erschien im Jahre 2020.
Sie ist seit 2012 auch Teil der norwegischen Noise-Rock-Band Arabrot.
Darüber hinaus bildet sie zusammen mit Nick Sheldon und Thomas Knights die Band Pandora Drive, die 2019 das Album Race to Ruin veröffentlichte.
Karin Park spielte 2017 in einer norwegischen Version des Musicals Les Miserables die Rolle der Fantine.
In ihrer Geburtsstadt Djura hat sie in einem früheren Kirchengebäude ein Aufnahmestudio eingerichtet, sie betreibt dort auch das eigene Musiklabel Djura Missionshus.

## Leben
Karin Park wuchs mit ihren drei Geschwistern in dem Dorf Djura in Schweden in einem christlich geprägten Elternhaus auf. Als sie sieben Jahre alt war, zog die Familie nach Japan, weil ihr Vater dort Leiter einer Missionarsschule wurde. Nach drei Jahren kehrte die Familie nach Schweden zurück.
Mit 15 Jahren verließ Karin Park das Elternhaus. Nach der Highschool, im Alter von 20 Jahren, zog sie nach Bergen in Norwegen. Mittlerweile lebt sie wieder in ihrer Geburtsstadt Djura.
Sie ist mit Kjetil Nernes, dem Frontmann der Band Arabrot, verheiratet. Sie haben eine gemeinsame Tochter.

## Sonstiges
Sie spielte die Hauptrolle in dem norwegischen Horrorfilm Hidden aus dem Jahre 2009.
Karin Park, die 1,90 m groß ist, arbeitete auch als Model, u. a. für eine Werbekampagne von Swarovski Crystallized.

## Diskografie
Alben
- Superworldunknown (2003)
- Change Your Mind (2006)
- Ashes to Gold (2009)
- Highwire Poetry (2012)
- Apocalypse Pop (2015)
- Church of Imagination (2020)